# Марія Алікс Саксонська
Марія Алікс Саксонська (нім. Maria Alix von Sachsen), повне ім'я Марія Алікс Луїтпольда Анна Генрієтта Ґермана Агнес Даміана Мікаела Саксонська (нім. Maria Alix Luitpolda Anna Henriette Germana Agnes Damiana Michaela von Sachsen), 27 вересня 1901 — 11 грудня 1990) — саксонська принцеса з династії Веттінів, донька короля Саксонії Фрідріха Августа III та тосканської принцеси Луїзи, дружина принца  Гогенцоллерна-Емдена Франца Йозефа.

## Біографія
Марія Алікс народилася 27 вересня 1901 року у Дрездені. Вона була п'ятою дитиною та другою донькою в родині принца Саксонії Фрідріха Августа та його дружини Луїзи Тосканської. Дівчинка мала трьох старших братів: Георга, Фрідріха Крістіана та Ернста Генріха й сестру Маргариту. 
Коли дівчинці був рік, матір, будучи вагітною, втекла із Дрездена через несприятливу обстановку в родині та відмовилася повертатися. У 1903 було оформлене офіційне розлучення батьків. Діти залишилися із Фрідріхом Августом. Його вважали люблячим батьком і сумлінним педагогом, який завжди дбав про добробут своїх дітей. Під його наглядом вони отримали сувору релігійну освіту. У вільний час Фрідріх Август ходив із дітьми на екскурсії та інколи брав їх на прийоми. Із матір'ю Марія Алікс побачилася лише після 1912 року.
У 1904 році Фрідріх Август став королем Саксонії, а після Листопадової революції 1918 йому дозволили залишитися на території Німеччини. Надалі родина мешкала у замку Сибілленорт в Силезії.
У 19 років взяла шлюб із 29-річним принцом Гогенцоллерном-Емденом Францом Йозефом. Весілля відбулося 25 травня 1921 року у замку Сибілленорт. За рік перед цим її старша сестра Маргарита одружилася із братом-близнюком Франца Йозефа — Фрідріхом.
У подружжя народилося четверо дітей. Мешкало сімейство у Гехінгені на віллі Євгенія. Франц Йозеф помер у квітні 1964 року. Марія Алікс пережила його на чверть століття і пішла з життя 11 грудня 1990 року, за два місяці після возз'єднання Німеччини.
Обидва поховані в усипальниці Гогенцоллернів-Зігмарінгенів у крипті Хедінгерського монастиря в Зігмарінгені.

## Титули
- 27 вересня 1901—25 травня 1921 — Її Королівська Високість Принцеса Марія Алікс Саксонська, Герцогиня Саксонії;
- 25 травня 1921—11 грудня 1990 — Її Королівська Високість Принцеса Франц Йозеф Гогенцоллерн-Емден, Принцеса та Герцогиня Саксонії.

## Родина
Чоловік — Франц Йозеф Емден-Гогенцоллерн
Діти:
- Карл Антон (1922—1993) — був морганатично одруженим із Александрою де Афіф, дітей не мав;
- Мейнрад (1925—2009) — був одруженим із баронесою Едіною фон Кап-Герр, мав доньку;
- Марія Маргарита (1928—2006) — дружина Карла Грегора Мекленбурзького, дітей не мала;
- Емануель (1929—1999) — був одруженим із принцесою Катаріною Саксен-Веймар-Ейзенахською, мав сина та доньку.